# Elachyophtalma mimiocotana
Elachyophtalma mimiocotana är en fjärilsart som beskrevs av Rothschild 1920. Elachyophtalma mimiocotana ingår i släktet Elachyophtalma och familjen silkesspinnare. Inga underarter finns listade i Catalogue of Life.